# Кучук Олексій Леонідович
Олексій Леонідович Кучук (біл. Аляксей Леанідавіч Кучук, рос. Алексей Леонидович Кучук, нар. 9 вересня 1986, Мінськ) — білоруський футболіст, нападник. По завершенні ігрової кар'єри — тренер. Син білоруського футболіста і тренера Леоніда Кучука.

## Клубна кар'єра
Розпочинав грати у футбол у мінських командах «Торпедо-МАЗ» і «Локомотив», в січні 2005 року перейшов в очолюваний його батьком тираспольський «Шериф», в складі якого грав до літа 2008 року, провівши у чемпіонатах країни 133 матчі і забивши 64 м'ячі. За цей час Олексій чотири рази ставав разом з командою чемпіоном Молдови, по два рази вигравав Кубок та Суперкубок Молдавії, а також двічі ставав найкращим бомбардиром чемпіонату Молдови.
У серпні 2008 року перейшов в російську «Кубань», з якою підписав трирічний контракт, перший раз в складі «Кубані» з'явився вже 16 серпня, вийшовши на заміну у 2-му таймі у виїзному матчі проти подольського «Витязя», а перший гол забив 18 вересня в домашньому матчі проти московського «Торпедо». Всього в сезоні 2008 року провів за «Кубань» 11 матчів, в яких забив 3 м'ячі в ворота суперників і допоміг команді посісти 2 місце та вийти до Прем'єр-ліги. Втім у вищому дивізіоні у сезоні 2009 року втратив місце в основному складі, зігравши лише 3 матчі в чемпіонаті, 1 в Кубку і 10 в турнірі молодіжних складів, в яких забив 2 голи.
В результаті у серпні 2009 року Кучук був відданий в оренду до кінця року в «Шериф», в складі якого провів за цей час 14 матчів в чемпіонаті, в яких забив 7 м'ячів, по одному матчу зіграв в Кубку Молдови і Лізі чемпіонів, і 6 зустрічей провів у розіграші Ліги Європи. Після закінчення терміну оренди повернувся в розташування «Кубані», з якою 18 січня відправився на перший закордонний збір. Потім був на перегляді у владивостоцькому клубі «Промінь-Енергія», якому, однак, не підійшов.
2 березня було повідомлено, що Кучук відправився на перегляд в латвійський клуб «Вентспілс». 15 березня стало відомо, що була досягнута взаємна домовленість про розірвання контракту.
13 липня 2010 було повідомлено про перехід в бобруйську «Білшина», де Олексій і дограв сезон 2010 року, після чого покинув клуб, за який в провів 9 матчів і забив один гол.
У 2011 році перейшов у «Вітебськ», де виступав до серпня, провівши за цей час 13 зустрічей і забивши 5 м'ячів. Потім Кучук повернувся до Росії, де продовжив кар'єру в красноярському «Єнісеї». 21 вересня 2012 року забив свій перший м'яч у ворота «Хімок».
У сезоні 2013/14 виступав за «Бейра-Мар» у другому португальському дивізіоні, а в квітні 2014 року підписав контракт з казахстанським «Атирау». У Прем'єр-Лізі Казахстану Кучук взяв участь лише в п'яти матчах, виходячи на заміни і вже влітку покинув клуб

## Виступи за збірну
Виступав за молодіжну збірну Білорусі, де провів 18 матчів і забив 3 м'ячі.

## Тренерська кар'єра
У лютому 2016 завершив кар'єру гравця і очолив дублюючий склад клубу «Крумкачи». У 2017—2019 роках очолював основну команду.
З 22 квітня 2020 року по 31 травня 2021 року Кучук працював у тренерському штабі свого батька Леоніда Кучука в мінському «Динамо», а у серпні 2021 року разом із батьком перейшов помічником у «Рух» (Львів).

## Досягнення

### Командні
«Шериф»
- Чемпіон Молдови : 2004/05, 2005/06, 2006/07, 2007/08
- Володар Кубка Молдови : 2005/06, 2007/08
- Володар Суперкубка Молдови : 2005, 2007

«Кубань»
- 2-е місце в Першому дивізіоні Росії (вихід у Вищий дивізіон): 2008

### Особисті
- Найкращий бомбардир чемпіонату Молдови: 2005/06, 2006/07